# Варшавски пакт
Варшавски пакт или Варшавски споразум, званично назван Споразум о пријатељству, сарадњи и узајамној помоћи (рус. Договор о дружбе, сотрудничестве и взаимнной помощи), био је војна организација средњоевропских и источноевропских социјалистичких земаља. Успостављен је 14. маја 1955. године, да би одбио могући напад НАТО-а (који је створен у априлу 1949). Стварање Варшавског пакта је било изазвано укључивањем поново наоружане Западне Немачке у НАТО усвајањем Париског споразума. Пакт је постојао током Хладног рата, све док, након колапса комунистичких земаља у Европи и политичких промена у Савезу Совјетских Социјалистичких Република, чланице нису почеле да се повлаче 1991. Варшавски пакт је званично распуштен у јулу 1991. године.

## Чланице
- Савез Совјетских Социјалистичких Република
- Народна Република Албанија (повукла своју подршку 1961. због идеолошких разлика, званично напустила 1968)
- Народна Република Бугарска
- Чехословачка Социјалистичка Република
- Немачка Демократска Република (придружила се 1956; напустила га октобра 1990)
- Народна Република Мађарска
- Народна Република Пољска
- Социјалистичка Република Румунија

Све комунистичке земље централне и источне Европе су биле потписнице осим Југославије. Чланице Варшавског пакта су се обавезале да ће бранити једне друге ако једна или више чланице буде нападнуто. Уговор је такође тврдио да су односи између потписника засновани на узајамном немешању у унутрашње проблеме и поштовање националних суверенитета и независности. Правило о немешању је касније прекршено интервенцијама у Мађарској (Мађарска револуција 1956) и Чехословачкој (Прашко пролеће, 1968). Ипак, у оба случаја, интервентне снаге су тврдиле да су биле позване и да се то правило није званично сматрало прекршеним.
Народна Република Албанија је престала да подржава савез 1961. као резултат Кинеско-совјетског разлаза у којој се тврдокорни стаљинистички режим у Албанији удружио са Кином, а званично се повукла из пакта 1968. године.
У Источном Берлину, 24. септембра, Источна Немачка је потписала споразум са Совјетским Савезом којим би се чланство Источне Немачке завршило 3. октобра 1990. (тј, даном уједињења Немачке).

## Историја
Током Мађарске револуције из 1956, влада предвођена премијером Имреом Нађом, је објавила повлачење Мађарске из Варшавског пакта. Као одговор, совјетске трупе су ушле у Мађарску и сломиле побуну за две недеље, користећи Варшавски пакт као оправдање.
Снаге Варшавског пакта су коришћене повремено, као што је било током Прашког пролећа, када су напале Чехословачку да би збациле реформски покрет који је спроводила влада Александра Дупчека.
Генерал-пуковник Вацлав Прчлик је већ био јавно оптужио Варшавски пакт на телевизијској новинској конференцији да је неравноправан савез и изјавио да је чехословачка армија спремна да, у случају потребе, силом брани суверенитет земље. 20. августа 1968, сила која се састојала од 23 совјетске дивизије је ушла у Чехословачку. Учешће у инвазији су имале и једна мађарска, две источнонемачке и две пољске дивизије заједно са једном бугарском бригадом. Румунија је одбила да пошаље трупе.
Интервенција је била објашњена Брежњевљевом доктрином, која гласи: „Када снаге које су непријатељске према социјализму покушају да преокрену развој неких социјалистичких земаља према капитализму, то постаје не само брига земље, већ и заједнички проблем и брига свих социјалистичких земаља”. Подразумевано у овој доктрини је било да је вођству Совјетског Савеза било резервисано право да дефинише социјализам и капитализам. Тако је социјализам био дефинисан према совјетском моделу, а било која значајнија разлика од овог модела се сматрала корак напред ка капитализму.
Након инвазије Чехословачке, Албанија је протестовала званично напуштајући Варшавски пакт, иако га је престала подржавати још 1962. Румунски вођа, Николаје Чаушеску је прогласио инвазију за кршење и међународних права и принципа Варшавског пакта о узајамном немешању у унутрашња питања, казавши да је једино заједничка самоодбрана против спољашње агресије била оправдана мисија Варшавског пакта.
Варшавски пакт и НАТО се никад нису сукобили једно против другог у оружаном сукобу, али су се борили више од 35 година у Хладном рату кроз „ратове преко посредника”. Децембра 1988, Михаил Горбачов, тадашњи вођа Совјетског Савеза, је предложио такозвану Синатрину доктрину у којој је наведено да се Брежњевљева доктрина напушта и да европски савезници Совјетског Савеза могу да раде шта желе. Ускоро након тога, низови политичких промена су се десили широм источне и централне Европе, доводећи до краја европских комунистичких земаља.
Иронично је да има много примера да су војници Варшавског пакта служили заједно са НАТО војницима у операцијама под мандатом Организација уједињених нација, на пример канадски и пољски војници су служили у УНЕФМЕ (Снаге Уједињених нација у случају нужде, Блиски исток), пољске и канадске трупе су такође заједно служиле у Вијетнаму у Међународној комисији за контролу и надгледање (ИЦЦС)
Историјски куриозитет је да је након уједињења Немачке октобра 1990, нова уједињена Немачка била члан НАТО (чланство у Варшавском пакту се окончало са уједињењем), али ипак совјетски војници су остали стационирани у њеним источним крајевима.
Након 1989, нове владе у источној и средњој Европи су много мање подржавале Варшавски пакт и јануара 1991. Чехословачка, Мађарска и Пољска су објавиле да ће повући сву своју подршку 1. јула исте године. У фебруару наредне године је и Бугарска изашла и већ је било јасно да Варшавски пакт пуца по свим шавовима, да би званично био распуштен састанком у Прагу 1. јула 1991.

## Након Варшавског пакта
Дана 12. марта 1999, бивше чланице Варшавског пакта и земље наследнице Мађарска, Пољска и Чешка су приступиле у НАТО. Бугарска, Естонија, Летонија, Литванија, Румунија и Словачка су се придружиле у марту 2004.
Дана 1. маја 2004, Чешка, Естонија, Мађарска, Летонија, Литванија, Пољска и Словачка су постале чланице Европске уније. 2007. год. су им се придружили Бугарска и Румунија
Новембра 2005, Пољска је одлучила да учини своје војне документе јавно доступним кроз Институт националног сећања. Са око 1.300 докумената је скинута ознака тајности у јануару 2006, а преостале документе (око 100) проучава историјска комисија.